# Inseong
Inseong, född 1514, död 1578, var en koreansk drottning, gift med kung Injong av Joseon. 